# Oleandra musifolia
Oleandra musifolia är en ormbunkeart som först beskrevs av Bl., och fick sitt nu gällande namn av Presl. Oleandra musifolia ingår i släktet Oleandra och familjen Oleandraceae. Inga underarter finns listade.